# Augusta (Wisconsin)
Augusta is een plaats (city) in de Amerikaanse staat Wisconsin, en valt bestuurlijk gezien onder Eau Claire County.

## Demografie
Bij de volkstelling in 2000 werd het aantal inwoners vastgesteld op 1460. In 2006 is het aantal inwoners door het United States Census Bureau geschat op 1385, een daling van 75 (-5,1%).

## Geografie
Volgens het United States Census Bureau beslaat de plaats een oppervlakte van 5,2 km², geheel bestaande uit land.

## Plaatsen in de nabije omgeving
De onderstaande figuur toont nabijgelegen plaatsen in een straal van 32 km rond Augusta.